# Matelea macrocarpa
Matelea macrocarpa är en oleanderväxtart som först beskrevs av Eduard Friedrich Poeppig och Endl., och fick sitt nu gällande namn av G. Morillo. Matelea macrocarpa ingår i släktet Matelea och familjen oleanderväxter. Inga underarter finns listade i Catalogue of Life.